# Baía de Lomma
A baía de Lomma (em sueco:  Lommabukten) é uma baía pertencente ao Öresund, na costa oeste da Escânia (Skåne), no sul da Suécia. A baía está localizada entre Malmö, a sul, e  Vikhög a norte (ou Barsebäckshamn, se Salviken estiver incluído na baía). Os lugares mais conhecidos da baía de Lomma são Lomma, Bjärred e Habo Ljung.

A temperatura média da região é de 8°C. O mês mais quente é julho com 20°C e janeiro é o mais frio, com média de -4°C.
A baía é um importante viveiro natural de peixe, com o seu fundo arenoso de pouca profundidade. Aí se encontram numerosos peixes achatados como a solha-das-pedras, para além de bacalhau, enguia, arenque, peixe-agulha e peixe-lapa.